# Huesos de la cara
El esplacnocráneo o viscerocráneo, hace referencia a la parte del cráneo que contiene la parte anterior de los sistemas digestivo y respiratorio. Antiguamente se consideraba que los músculos que rodeaban al esplacnocráneo se formaban de la misma forma que los músculos que rodean la parte interna del aparato digestivo, es decir que eran musculatura visceral. Actualmente se ha podido seguir el desarrollo de estos músculos, los cuales provienen de la parte dorsal del cráneo y son musculatura esquelética. La boca además se forma a partir de la boca primitiva o estomodeo por lo cual sus tejidos son de origen ectodérmico. 
En los peces, el esplacnocráneo está compuesto por el arco mandibular (la boca), el arco hioideo (donde se encuentra el espiráculo y que suele participar en el sostén de la boca) y un número variable de arcos braquiales, que sostienen las branquias, y a los huesos dérmicos relacionados con estos, incluyendo los huesos del opérculo. En los tetrápodos, estos arcos contribuyen de manera variable en el desarrollo embrionario al desarrollo de la boca, el aparato hioideo, el oído medio y la laringe.

## Huesos que forman el esplacnocráneo
En medicina, en los seres humanos, se consideran como huesos de la cara:
- Palatino (2)
- Vómer (1)
- Cornete inferior (2)
- Hueso cigomático o malar (2)
- Maxilar superior, maxila o maxilar (2)
- Maxilar inferior o mandíbula (1)
- Nasal (2)
- Lagrimal (2)

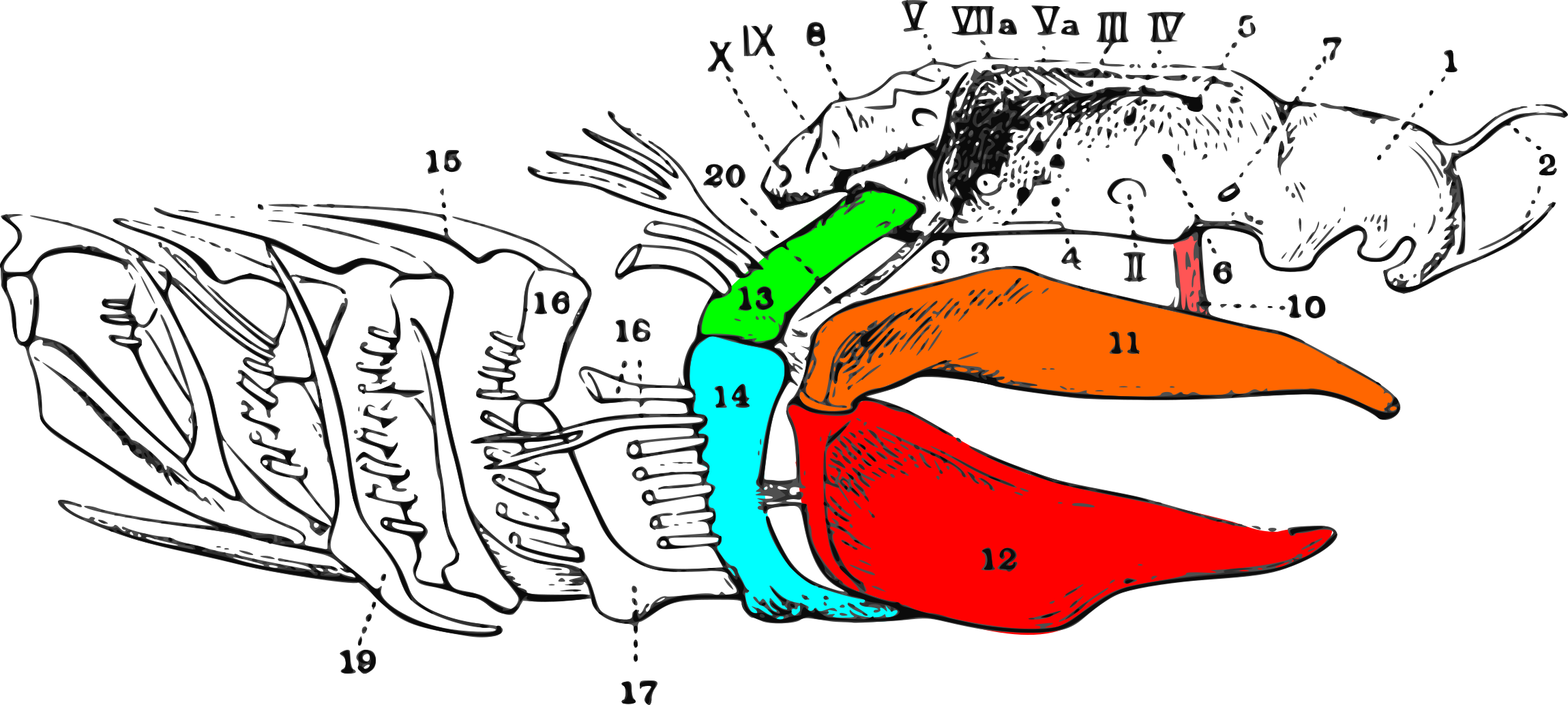
Cráneo de Scyliorhinus stellaris. Arco mandibular: 11 (naranja) Palatocuadrado; 12 (rojo) cartílago de Meckel. Arco hioideo: 13 (verde) hiomandibular; 14 (celeste) ceratohial. 15-16: arcos branquiales

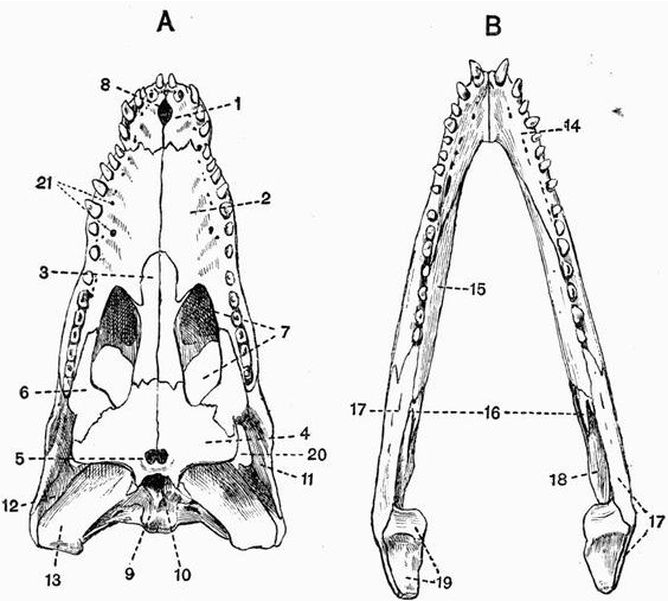
A, vista palatal del cráneo; B, y mandíbula de yacaré (Caiman latirostris). 1. premaxilar. 12. cuadradoyugal. 2. maxilar. 13. cuadrado. 3. palatino. 14. dentario. 4. pterigoides. 15. splenial. 5. coanas. 16. coronoides. 6. transverso. 17. supraangular. 7. vacuidad palatina posterior. 18. angular. 8. vacuidad palatina anterior. 19. articular. 9. basioccipital. 20. fosa temporal lateral. 10. apertura del tubo de Eustaquio 21. apertura de los canales vasculares 11. yugal.

Los huesos nasales y lagrimales al estar por encima de las cápsulas nasales que forman parte del neurocráneo embrionario, no se consideran parte del esplacnocráneo en la anatomía comparada de vertebrados.
| | Condrictios                                                                               | Osteictios | Anfibios                                                                                  | Reptiles y Aves                                                                                        | Mamíferos                                                                     |
| --- | ----------------------------------------------------------------------------------------- | --- | ----------------------------------------------------------------------------------------- | --- | ----------------------------------------------------------------------------- |
| Arco Mandibular                                                                                         | Palatocuadrado* (2)                                                                       | Cuadrado** (2) Premaxilar*** (2) Maxilar (2) Ectopalatino (2) Endopterigoides (2) Ectopterigoides (2) Metapterigoides (2) Prevómer (1) Yugal (2) Cuadradoyugal (2) Simpléctico | Cuadrado Premaxilar Maxilar Palatino Pterigoides Prevómer Yugal Cuadradoyugal             | Cuadrado Premaxilar Maxilar palatino Transverso Pterigoides Prevómer Yugal Cuadradoyugal Septo Maxilar | Yunque Premaxilar Maxilar Palatino Vómer Hueso cigomático (homólogo al yugal) |
| Arco Mandibular                                                                                         | Cartílago de Meckel (2)                                                                   | Mentomeckeliano (2) Dentario (2) Esplenial (2) Coronoides (2) Angular (2) Supraangular (2) Articular (2)                                                                       | Mentomeckeliano Dentario Esplenial Coronoides Angular Supraangular Prearticular Articular | Mentomeckeliano Dentario Esplenial Coronoides Angular Supraangular Prearticular Articular              | Mandíbula (2 o 1) (es homólogo al dentario) Martillo (2)                      |
| Arco Hioideo                                                                                            | Hiomandibular (2) Ceratohial (2) Hipohial (2) Basihial (1)                                | Hiomandibular (2) Ceratohial(2) Interhial(2) Hipohial(2) Basihial(1) Urohial(2) Huesos operculares                                                                             | Columela Aparato hioideo o Hioides                                                        | Columela Hioides                                                                                       | Estribo (2) Hioides                                                           |
| Arcos branquiales (huesos de un arco)                                                                   | Faringobranquial (2) Ceratobranquial(2) Epibranquial(2) Hipobranquial(2) Basibranquial(2) | Faringobranquial (2) Ceratobranquial Epibranquial Hipobranquial Basibranquial                                                                                                  | cartílagos laríngeos                                                                      | cartílagos laríngeos                                                                                   | cartílagos laríngeos                                                          |
| *en cursiva: cartílagos; ** en negrita, huesos de osificación endocondral; ***huesos del dermatocráneo. |                                                                                           | |                                                                                           | |                                                                               |